# Tehiya
Le Tehiya (hébreu : תחיה, renouveau), connu au début sous le nom de Banai (hébreu : בנא"י, un acronyme d'Alliance des loyalistes pour la Terre d'Israël hébreu : ברית נאמני ארץ ישראל), puis Tehiya-Bnai (hébreu : תחייה-בנא"י), était un parti politique mineur de l'ultradroite nationaliste israélienne, réunissant des colons laïcs et religieux de Cisjordanie, qui a existé de 1979 à 1992. Aux yeux de beaucoup de personnes, ce parti s'identifiait à Geulah Cohen, qui fonda le parti et le dirigea durant toute son existence.

## Description et historique
Le parti a été créé en 1979 au terme de la neuvième législature (neuvième Knesset), lorsque Geulah Cohen et Moshe Shamir rompirent avec le Likoud en réaction aux Accords de Camp David passés entre l'Égypte et Israël, et plus particulièrement de la rétrocession du Sinaï à l'Égypte et de l'éviction de ses résidents israéliens.
Le Tehiya était fortement lié au mouvement extra-parlementaire de Gush Emunim, et comprenait des membres éminents des colonies israéliennes de Cisjordanie et de Gaza comme Hanan Porat (futur membre de la Knesset pour le Parti national religieux et l'Union nationale) ou Elyakim Haetzni. Un autre membre fondateur et notable du parti fut le physicien Yuval Ne'eman.
Lors de son premier test électoral, les élections législatives israéliennes de 1981, le Tehiya obtint trois sièges. En dépit de leur précédente divergence d'opinion, les députés du Tehiya furent inclus dans la coalition gouvernementale de Menahem Begin aux côtés du Likoud, du Parti national religieux (Mafdal), d'Agoudat Israel, du Tami et du Telem. Bien que Geulah Cohen ne prisse pas de portefeuille ministériel, Yuval Ne'eman devint ministre de la Science et du développement.
Lors des élections législatives de 1984, le Tehiya devint le troisième plus important parti à la Knesset après l'Alignement et le Likoud, bien qu'ayant seulement cinq sièges. Cependant, le parti fut exclu du gouvernement d'union nationale de Shimon Peres et Yitzhak Shamir qui comprenait l'Alignement, le Likoud, le Parti religieux national, l'Agoudat Israel, le Shass, le Morasha, le Shinouï et l'Ometz. Durant cette législature, le Tehiya vit Rafael Eitan faire défection pour fonder un nouveau parti, le Tsomet.
Le parti n'obtint que trois sièges lors des élections législatives de 1988, et fut à nouveau exclu du gouvernement d'unité nationale de Yitzhak Shamir. Cependant, lorsque l'Alignement quitta la coalition en 1990, le Tehiya fut invité à rejoindre un nouveau gouvernement restreint situé à droite sur l'échiquier politique, incluant le Likoud, le Parti national religieux, le Shas, l'Agudat Israel, le Degel HaTorah et le Parti pour l'avancement de l'idée sioniste. Bien que Geulah Cohen ait à nouveau refusé un portefeuille ministériel, Yuval Ne'eman fut nommé Ministre de l'énergie et de l'infrastructure, ainsi que Ministre de la science et de la technologie. Malgré cette dernière participation au gouvernement, le parti quitta la coalition le 21 janvier 1992, en protestation contre la participation de Yitzhak Shamir à la Conférence de Madrid de 1991.
Lors des élections législatives de 1992, le parti échoua à dépasser le seuil électoral requis, et disparu en conséquence. Il est très probable que son électorat se soit reporté sur le parti Tsomet de Rafael Eitan, qui passa de deux sièges obtenus lors des élections de 1988 à huit en 1992. Les deux partis se trouvaient en compétition pour le même électorat laïc de droite, bien que le Tzomet soit plus laïc, voire anti-religieux.
Le Tehiya soutint un nombre important de positions controversées en leurs temps, bien que certaines soient par la suite adoptée par l'opinion publique. La plus notable est sans doute le fait de considérer Jérusalem comme la capitale de l'État d'Israël, avalisé par la Loi de Jérusalem le 30 juillet 1980.

## Membres du parti élus à la Knesset
| Knesset (nombre d'élus)        | Membres                                                                                                   |
| ------------------------------ | --- |
| 9e (élections de 1977) (2)     | Geulah Cohen, Moshe Shamir                                                                                |
| 10e (élections de 1981) (3)    | Geulah Cohen, Yuval Ne'eman, Hanan Porat (remplacé par Zvi Shiloah)                                       |
| 11e (élections de 1984) (5 –1) | Geulah Cohen, Yuval Ne'eman, Gershon Shafat, Eliezer Waldman – Rafael Eitan (au Tsomet)                   |
| 12e (élections de 1988) (3)    | Geulah Cohen, Yuval Ne'eman (remplacé par Elyakim Haetzni), Eliezer Waldman (remplacé par Gershon Shafat) |